# 비브라폰
비브라폰(영어: vibraphone 바이브러포운[*] IPA: [váibrəfòun])은 글로켄슈필에 공명관을 붙인 철금의 일종이다. 공명관은 기다란데, 마치 파이프 오르간의  파이프처럼 생겼다.

## 역사
1921년 제1차 세계대전 후에 미국에서 개발된 악기이다.

## 연주 방법
비브라폰은 목금처럼 두 개의 막대로 철판을 두들기면서 친다. 음의 여운은 매우 맑고 긴 음질이다. 경음악에서 주로 쓰이는데, 알반 베르크의 오페라 《룰루》 등 오케스트라에서도 가끔 쓰인다. 하지만 음색이 특이하기 때문에 마림바처럼 독주용으로는 잘 쓰이지 않고, 음향효과를 내는 데 많이 쓰인다.

## 같이 보기
- 글로켄슈필
- 마림바